# AMCS
amcs是applied mathematics and computer science（应用数学和计算机科学）简写，是一个国际期刊，它的profile中介绍到，目的是为各个领域跨学科的研究人员满足需要，主要涉及到：自动控制、应用数学、科学计算和计算机科学等。。